# Organic (album)
Organic är det sjätte studioalbumet till det svenska progressiva metal-bandet Freak Kitchen. Albumet släpptes april 2005 av det danska skivbolaget Thunderstruck Productions.

## Låtlista
1. "Speak When Spoken To" – 3:04
2. "The Rights to You" – 3:58
3. "Look Bored" – 3:40
4. "Chest Pain Waltz" – 4:18
5. "Mussolini Mind" – 3:40
6. "Guilt Trip" – 3:36
7. Becky" – 3:58
8. "Independent Way of Life" – 3:59
9. "Heal Me" – 4:09
10. "Infidelity Ghost" – 4:19
11. "Sob Story" – 3:55
12. "Breathe" – 3:11

Text & musik: Mattias "IA" Eklundh (spår 1–9, 11, 12), Eklundh/Christer Örtefors (spår 10)
Limited edition bonus-DVD
1. "Speak When Spoken To" (promo) – 3:02
2. "Blind" (live, Montpellier, 19 november 2004) – 4:57
3. "Nobody's Laughing" (promo) – 3:55
4. "Hateful Little People" (live, Paris, 16 november 16th, 2004) – 4:48
5. "Print This!" (promo) – 2:13
6. "Taste My Chopstick" (live, Paris, 16 november 16th, 2004) – 7:52

## Medverkande
Musiker (Freak Kitchen-medlemmar)
- Mattias "IA" Eklundh – sång, gitarr, keyboard
- Björn Fryklund – trummor, percussion
- Christer Örtefors – sång, basgitarr

Bidragande musiker
- Bumblefoot (Ronald Thal) – gitarr, sång (spår 1)

Produktion
- Mattias "IA" Eklundh – producent, ljudtekniker, ljudmix
- Roberto Laghi – ljudmix
- Dragan Tanaskovic – mastering
- Thierry Cardinet – omslagskonst
- Mike Spritz, Ola Johansson – foto